# جيمي بيل
جيمي بيل (بالإنجليزية: Jamie Bell)‏ ممثل إنجليزي من مواليد 14 مارس 1986، حاصل عل جائزة البافتا 2000 كأفضل ممثل عن دوره في فيلم بيلي إليوت.

## فيلموغرافيا

### افلام
| عام  | عنوان                   | دور                      | ملاحظة |
| ---- | ----------------------- | ------------------------ | ------ |
| 2000 | بيلي إليوت (فيلم)       | Billy Elliot             |        |
| 2002 | Deathwatch              | Pvt. Charlie Shakespeare |        |
| 2002 | Nicholas Nickleby       | Smike                    |        |
| 2004 | Undertow                | Chris Munn               |        |
| 2005 | العزيز ويندي ‏           | Dick Dandelion           |        |
| 2005 | The Chumscrubber        | Dean Stifle              |        |
| 2005 | كينغ كونغ (فيلم 2005)   | Jimmy                    |        |
| 2006 | Flags of Our Fathers    | Ralph "Iggy" Ignatowski ‏ |        |
| 2007 | Hallam Foe              | Hallam Foe               |        |
| 2008 | جمبر (فيلم)             | Griffin O'Conner         |        |
| 2008 | المدافع (فيلم)          | Asael Bielski            |        |
| 2011 | The Eagle               | Esca                     |        |
| 2011 | جين Eyre                | St. John Rivers          |        |
| 2011 | Retreat                 | Jack                     |        |
| 2011 | Stainless Steel         | Paul Rufus               |        |
| 2011 | مغامرات تان تان (فيلم)  | تان تان                  |        |
| 2012 | رجل على حافة            | Joey Cassidy             |        |
| 2013 | محطم الثلج              | Edgar                    |        |
| 2013 | Filth                   | Ray Lennox               |        |
| 2013 | شبق (فيلم)              | K                        |        |
| 2015 | فنتاستك فور (فيلم 2015) | بن غريم                  |        |
| 2016 | 6 Days                  | Rusty                    |        |

### تلفزيون
| عام       | عنوان               | دور              | ملاحظة                |
| --------- | ------------------- | ---------------- | --------------------- |
| 2000      | Close & True        | Mark Sheedy      | حلقة: "Town and Gown" |
| 2014–الان | تحول: جواسيس واشنطن | Abraham Woodhull |                       |

### فيديو كليب
| عام  | عنوان                              | دور | ملاحظة |
| ---- | ---------------------------------- | --- | ------ |
| 2005 | أيقظني عندما ينتهي سبتمبر لغرين دي |     |        |

### لعبة فيديو
| عام  | عنوان                    | دور                      | ملاحظة |
| ---- | ------------------------ | ------------------------ | ------ |
| 2005 | بيتر جاكسون كينغ كونغ    | Jimmy (voice)            |        |
| 2008 | Jumper: Griffin's Story ‏ | Griffin O'Conner (voice) |        |

## مواقع خارجية
- جيمي بيل على موقع IMDb (الإنجليزية)
- جيمي بيل على موقع روتن توميتوز (الإنجليزية)
- جيمي بيل على موقع قاعدة بيانات الأفلام العربية
- جيمي بيل على موقع ألو سيني (الفرنسية)
- جيمي بيل على موقع ميوزك برينز (الإنجليزية)
- جيمي بيل على موقع تيرنر كلاسيك موفيز (الإنجليزية)
- جيمي بيل على موقع أول موفي (الإنجليزية)
- جيمي بيل على موقع بوكس أوفيس موجو (الإنجليزية)
- جيمي بيل على موقع قاعدة بيانات الأفلام السويدية (السويدية)
- جيمي بيل على موقع إن إن دي بي (الإنجليزية)